# Oxilus elegans
Oxilus elegans là một loài bọ cánh cứng trong họ Cerambycidae.